# Autópálya M7
Autópálya M7 (ungarisch für „Autobahn M7“) ist eine ungarische Autobahn. Sie beginnt bei Budapest und verläuft in südwestlicher Richtung vorbei an Siófok und endet an der ungarisch-kroatischen Grenze bei Letenye. Die M7 findet dort ihre direkte Fortsetzung in der kroatischen Autobahn A4 nach Zagreb und Split, so dass eine durchgehende Autobahn-Verbindung von Budapest nach Zagreb und weiter nach Split existiert. Die Gesamtlänge der M7 beträgt 233 km. Die M7 ist die älteste Autobahn Ungarns.
Kurz vor der ungarisch-kroatischen Grenze befindet sich bei Letenye das Autobahndreieck mit der Autobahn M70, die direkt an das slowenische Autobahnnetz (Autobahn A5 Lendava-Maribor) anschließt. Dieses Teilstück, wie auch die ganze M7, wird stark vom Schwerlastverkehr frequentiert, da es eine gute direkte Verbindung von Ost- nach West-Europa darstellt.
Mitte August 2007 wurde auf der M7 die längste Talbrücke Mitteleuropas (Kőröshegyi völgyhíd) bei Kőröshegy (Kleingebiet Balatonföldvár) eröffnet, und damit eine bis dahin bestehende Lücke dieser Autobahn geschlossen. Sie hat eine Gesamtlänge von 1872 m und eine Höhe von 88 m und darf mit einer Maximalgeschwindigkeit von 110 km/h befahren werden. Die Geschwindigkeit wird mittels einer Radaranlage überwacht. Seit dem 22. Oktober 2008 ist die Autobahn M7 durchgehend vierspurig fertiggestellt.
Durch den 2007 erfolgten Lückenschluss der Autobahn M7 hat der Verkehr auf den Ortsstraßen, insbesondere der Schwerlastverkehr, am westlichen Südufer des Balatons erheblich abgenommen.

## Streckenfreigaben
| Abschnitt                                                              | Länge   | Inbetriebnahme                                                   |
| ---------------------------------------------------------------------- | ------- | ---------------------------------------------------------------- |
| Budapest, Budaörsi út – Törökbálint (Gemeinsamer abschnitt mit dem M7) | 12,0 km | 1964 (1. Fahrbahn) 1978–1979 (2. Fahrbahn)                       |
| Törökbálint – Martonvásár                                              | 18,0 km | 1966 (teilweise 1. Fahrbahn) 1973–1975 (vollständig 2. Fahrbahn) |
| Martonvásár – Zamárdi                                                  | 82,0 km | 1967–1971 (1. Fahrbahn) 1973–1975 (2. Fahrbahn)                  |
| Zamárdi – Balatonszárszó                                               | 14,2 km | 8. August 2007                                                   |
| Balatonszárszó – Ordacsehi                                             | 20,0 km | Juli 2005                                                        |
| Ordacsehi – Balatonkeresztúr                                           | 25,7 km | 27. März 2006                                                    |
| Balatonkeresztúr – Zalakomár                                           | 21,0 km | 26. Juni 2008                                                    |
| Zalakomár – Nagykanizsa-Ost                                            | 15,0 km | 19. August 2008                                                  |
| Umfahrung Nagykanizsa (Ost – Sormás)                                   | 11,3 km | 24. August 2007                                                  |
| Sormás – Becsehely                                                     | 4,3 km  | 11. Dezember 2006                                                |
| Becsehely – Letenye (Autobahndreieck M70)                              | 6,5 km  | 2004                                                             |
| Autobahndreieck M70 – Kroatische Grenze                                | 0,8 km  | 22. Oktober 2008                                                 |

## Abschnitte als Europastraße
Folgende Europastraßen verlaufen entlang der Autópálya M7:
- E 65: Nagykanizsa-Centrum – kroatische Grenze
- E 71: Autobahnkreuz M0 – kroatische Grenze

## Verkehrsaufkommen
Die Autobahn M7 ist Teil des Helsinki-Korridors V, mit dem eine Straßenverbindung zwischen den Adriahäfen und den osteuropäischen Ländern hergestellt werden soll.
Durchschnittlicher täglicher Verkehr auf der Autobahn
| Abschnitt                                       | DTV    |
| ----------------------------------------------- | ------ |
| Budapest (Kreuz M1 – Kreuz M0)                  | 65.822 |
| Martonvásár (Martonvásár – Kápolnásnyék)        | 62.969 |
| Székesfehérvár (Pákozd – Székesfehérvár-dél)    | 47.116 |
| Siófok (Siófok-kelet – Siófok-Centrum)          | 30.794 |
| Balatonkeresztúr (Ordacsehi – Balatonkeresztúr) | 25.948 |
| Nagykanizsa (Nagykanizsa-kelet – Sormás)        | 16.510 |
| Letenye (Kreuz M70 – Grenzübergang)             | 2.913  |

## Gebührenpflichtige Strecken
Die M7 in Ungarn ist fast komplett gebührenpflichtig, der Abschnitt vom Beginn in Budapest bis zur Ausfahrt 7 (Budaörs) ist mautfrei.
Seit dem 1. Januar 2015 kann die Autobahn M7 mit einem nationalen E-Aufkleber oder den folgenden komitatsweit geltenden Vignetten benutzt werden:
| Komitat  | Verwendbarer Abschnitt                                            |
| -------- | ----------------------------------------------------------------- |
| Pest     | ab Dreieck Budapest, Egér út bis nach Martonvásár (15 km – 30 km) |
| Fejér    | ab Pusztazámor bis nach Balatonvilágos (23 km – 90 km)            |
| Veszprém | ab Polgárdi bis nach Siófok-kelet (80 km – 98 km)                 |
| Somogy   | ab Balatonvilágos bis nach Zalakomár (90 km – 191 km)             |
| Zala     | ab Sávoly bis nach Letenye-Grenzübergang (183 km – 233 km)        |